# Marc Ouellet
Marc kardinál Ouellet (* 8. června 1944, La Motte, Québec) je kanadský římskokatolický kněz, kardinál, emeritní prefekt Dikasteria pro biskupy.

## Kněz
Pochází z početné rodiny, jeho otec byl ředitelem školy. Kněžské svěcení přijal 25. května 1968. Další dva roky působil jako kaplan, poté odjel do Říma na další studia. V roce 1974 získal licenciát z filozofie na Papežské univerzitě svatého Tomáše Akvinského (Angelicum). Vstoupil do řádu kněží svatého Sulpicia, v rámci řeholních úkolů přednášel v několika seminářích. Na Papežské univerzitě Gregoriana získal v roce 1983 doktorát z dogmatické teologie. V letech 1989 až 1997 byl profesorem a rektorem v seminářích v Montrealu a Edmontonu, od roku 1997 se stal profesorem v Papežském institutu Jana Pavla II. pro studium manželství a rodiny.

## Biskup a kardinál
V březnu 2001 ho papež Jan Pavel II. jmenoval sekretářem Papežské rady pro jednotu křesťanů, zároveň ho jmenoval titulárním arcibiskupem, biskupské svěcení přijal 19. března 2001. V listopadu 2002 se stal arcibiskupem Quebecu a primasem Kanady.
Kardinálem jej kreoval Jan Pavel II. 21. října 2003. Byl prefektem Kongregace pro biskupy od 30. června 2010, kdy byl do této funkce jmenován papežem Benediktem XVI.
Dne 30. ledna 2023 přijal papež František jeho rezignaci na post prefekta Dikasteria pro biskupy. Jeho nástupcem se stal chiclayský biskup Robert Francis Prevost, pozdější papež Lev XIV.

## Vyznamenání
- velkokříž Řádu Vasco Núñeze de Balboa – Panama, 2012[1]
- Medaile diamantového výročí královny Alžběty II. – Spojené království, 2012[2]